# 钟昌明
钟昌明（1966年—），浙江龙泉人，畲族，中华人民共和国政治人物、第十一届全国人民代表大会浙江地区代表。
毕业于浙江财经学院经济管理专业，是中共党员。担任中共景宁畲族自治县委副书记、县长。2008年起担任全国人大代表。